# The Warriors (trilha sonora)
The Warriors: The Original Motion Picture Soundtrack é a trilha sonora do filme The Warriors, lançado em 1979 pela gravadora A&M Records. Inclui canções de Barry De Vorzon, Joe Walsh, Arnold McCuller, Desmond Child e outros. Muitas das faixas também foram incluidas no jogo de video game The Warriors, lançado em 2005.

## Faixas
| N.º | Título                      | Artista                      | Duração |  |
| 1.  | "Theme from ‘The Warriors’" | Barry De Vorzon              | 3:57    |  |
| 2.  | "Nowhere to Run"            | Arnold McCuller              | 3:15    |  |
| 3.  | "In Havana"                 | Kenny Vance & Ismael Miranda | 3:56    |  |
| 4.  | "Echoes in My Mind"         | Mandrill                     | 6:09    |  |
| 5.  | "The Fight"                 | Barry De Vorzon              | 1:23    |  |
| 6.  | "In the City"               | Joe Walsh                    | 3:54    |  |
| 7.  | "Love Is a Fire"            | Genya Ravan                  | 4:54    |  |
| 8.  | "Baseball Furies Chase"     | Barry De Vorzon              | 2:26    |  |
| 9.  | "You're Movin' Too Slow"    | Johnny Vastano               | 2:54    |  |
| 10. | "Last of an Ancient Breed"  | Desmond Child                | 4:09    |  |

## Posições nas paradas musicais
| Parada musical (1979)              | Melhor posição |
| ---------------------------------- | -------------- |
| Canadá - Canada RPM Top 100 Albums | 61             |
| Estados Unidos - Billboard 200     | 125            |
| Noruega - VG-lista                 | 21             |
| Reino Unido - UK Albums Chart      | 53             |
| Suécia - Sverigetopplistan         | 26             |